# Рамнунт
Рамнунт је град у Атици (Грчка), значајан стратешки центар са утврђењем који је познат по храму богиње Немезе. 
Главно светилиште обухвата два храма који се налазе на платформи коју подупиру зидови. Старији и мањи храм (VI век п. н. е.) посвећен је Темиди. Храм је у дорском стилу и коришћен је до римске епохе.
Млађи и већи храм (грађен између 436. и 432. п. н. е.) је периптер у дорском стилу у коме је била постављена статуа Немезе, рад вајара Агоракрита који је био Фидијин ученик.
Северно од храмова на две терасе се налази акропољ. На доњој тераси су остаци римских кућа, ротонда (која је или хорегијски споменик или култно место хероса) и остаци храма Диониса Ленеја. На горњој је старији акропољ (VI век п. н. е.). Око акропоља се могу видети два бедема. За спољни бедем се претпоставља да потиче или из IV век п. н. е. или раног III века. Има капију и две куле. Унутрашњи бедем је старији, саграђен после 412. п. н. е. и имао је улаз на југоистоку у чијој близини је 350. п. н. е. саграђено позориште.
Западно од акропоља је мали храм првобитно посвећен лекару Аристомаху, а потом хероју Амфијарају.

## Галерија
|  |  |  |
|  |  |  |
|  |  |  |